# (10243) Hohe Meissner
(10243) Hohe Meissner (3553 P-L) – planetoida z pasa głównego asteroid okrążająca Słońce w ciągu 4 lat i 229 dni w średniej odległości 2,78 j.a. Została odkryta 22 października 1960 roku.